# Fragnes (Saône-et-Loire)
Pour les articles homonymes, voir Fragne.
Fragnes est une ancienne commune française située dans le département de Saône-et-Loire, en région Bourgogne-Franche-Comté.

## Géographie
Fragnes est située au nord de Chalon-sur-Saône, à environ 7 km.
Elle est traversée par le canal du Centre, et par la voie verte « Chalon-sur-Saône - Saint-Léger-sur-Dheune » qui longe le canal.
Elle est bordée par la Thalie.

## Histoire
L’origine du nom est issu du latin « fraxinus » (frêne).
S’il est difficile de dater sa fondation, on peut toutefois préciser que la paroisse est désignée dans les chartes monacales au VIe siècle.
Cependant, son histoire gallo-romaine est prouvée par les découvertes situées sur le lieu-dit le Bois-Menuse :
-	en 1763, 18 figurines de bronzes (laraires), représentant des dieux domestiques ;
-	en 1851, plus de 800 pièces d’argent d’époque romaine ;
-	en 2008, entre Fragnes et Le Défend (Virey-le-Grand), un site funéraire avec des bâtiments attenants.
Fragnes était traversée par la voie romaine de Chalon-Beaune qui passait par le  Bois-Menuse  et l’est de la commune, et qui semble être le tracé de l’actuelle « route de Demigny » (CD 19). Celle-ci fut une route capitale au Moyen Âge, jusqu’au XVIIe siècle, pour laisser finalement son importance à la route royale de Chagny. 
Le roi Louis XIII traversa Fragnes lors d’un voyage qui le vit s’arrêter à Beaune, puis à Chalon-sur-Saône, où il fut accueilli par les notables au lieu-dit le Bassin, sur la commune de Fragnes.
La commune appartenait, comme une partie de sa voisine La Loyère, à l’abbaye Saint-Pierre de Chalon-sur-Saône. En 1580, la seigneurie de La Loyère fut acquise par M. Beuvrand, issu d’une famille bourgeoise de Chalon anoblie grâce aux offices importants de ses membres. En 1673, la famille Beuvrand de La Loyère échange, avec l’abbaye de Saint-Pierre, ses terres et seigneurie de Panissières (Saint-Germain-du-Bois) contre les terres et seigneurie de Fragnes.
Dès 1877, les écoles des deux communes étaient liées, celle de Fragnes accueillant les garçons et celle de La Loyère, les filles. En 1978, un groupe scolaire est construit rue du Bourg à Fragnes, pour y réunir tous les enfants. Vinrent s’y ajouter une cantine et une garderie qui sont aujourd’hui communales.
Les écoles prennent le nom de Mireille-et-Gaston-Mallet, en hommage à un couple d’instituteurs. Mireille Mallet est l’auteur du livre « Sous le signe du triangle » (paru en 1949 aux imprimeries Jobard) dans lequel elle raconte sa vie en déportation.
L’église, en partie romane, fut bâtie sur une motte féodale. En 1980, lors de travaux, on y a trouvé environ 2 000 deniers en excellent état, datant des XIe et XIIe siècles, provenant de plusieurs ateliers de frappe.
Le canal du Centre, creusé de 1783 à 1791 sous la direction de l’ingénieur des États de Bourgogne Emiland Gauthey et reliant Digoin à Chalon, traverse Fragnes où se situe une écluse et deux ports : Le Meix Vau et le Bassin.
Si l’activité commerciale du canal fut très importante, elle n’a pas résisté à la vitesse et au coût intéressant du transport ferroviaire et routier. Des aménagements ont permis d’y favoriser la navigation de plaisance et de faire de Fragnes un port très apprécié des plaisanciers. Les chemins de halage ont été transformés en des pistes cyclables très agréables.
Si l’économie principale de Fragnes était basée sur l’élevage et l’agriculture, le port de déchargement a amené le développement du lieu-dit le Bassin. 
Situé sur la route de Demigny, c’est ici que l’entreprise Kodak, par exemple, achète ses premiers terrains, répartis sur les communes de Fragnes, Virey-le-Grand et Crissey dès 1957 pour y implanter une usine de fabrication de bobine et de papiers, créant ainsi plus de 3 000 emplois.
Le 10 février 2008, les employés assistent à la destruction à la dynamite de leur usine. Depuis, un campus industriel créé par la communauté de communes du Grand Chalon, Saôneor, accueille sur ce même site, près de 40 entreprises, évitant ainsi le démantèlement complet du site, et assurant un maintien de l’emploi. 
La proximité d’un bassin industriel important, des voies de communications et de la ville de Chalon-sur-Saône, explique certainement la nette évolution démographique des années 1960 à nos jours.
Une page importante de l'histoire de la commune se tourne le 1er janvier 2016 avec la création d'une commune nouvelle, par fusion avec sa voisine la commune de La Loyère, qui prend le nom de Fragnes-La Loyère. Il s'agit d'une fusion véritable avec fusion des budgets en un seul et absence de commune déléguée. Cette création met fin à la commune de Fragnes qui devient une commune historique.

## Politique et administration
| Période                                  | Période       | Identité          | Étiquette | Qualité                              |
| ---------------------------------------- | ------------- | ----------------- | --------- | ------------------------------------ |
| Les données manquantes sont à compléter. |               |                   |           |                                      |
| 1792                                     | 1792          | Claude Gilles     |           |                                      |
| 1792                                     | 1801          | André Loiseau     |           |                                      |
| 1801                                     | 1813          | Claude Maréchal   |           |                                      |
| 1813                                     | 1840          | Pierre Beuchot    |           |                                      |
| 1840                                     | 1859          | Pierre Caillet    |           |                                      |
| 1859                                     | 1898          | Hippolyte Batault |           |                                      |
| 1898                                     | 1908          | Debost            |           |                                      |
| 1908                                     | 1913          | Pierre Muthelet   |           |                                      |
| 1913                                     | 1919          | Jean Régnault     |           |                                      |
| 1919                                     | 1945          | Xavier Champion   |           |                                      |
| 1945                                     | 1947          | Onesime Muthelet  |           |                                      |
| 1947                                     | 1949          | Henri Guillet     |           |                                      |
| 1949                                     | mars 1959     | Claude Crétin     |           |                                      |
| mars 1959                                | mars 1977     | André Muthelet    |           |                                      |
| mars 1977                                | mars 1989     | Bernard Vernot    |           |                                      |
| mars 1989                                | mars 2001     | Armand Jacquard   |           |                                      |
| mars 2001                                | mars 2014     | Gilles Gonnot     |           |                                      |
| mars 2014                                | décembre 2015 | Alain Gaudray     |           | Maire de Fragnes-La Loyère (2016 → ) |

## Démographie
L'évolution du nombre d'habitants est connue à travers les recensements de la population effectués dans la commune depuis 1793. À partir du 1er janvier 2009, les populations légales des communes sont publiées annuellement dans le cadre d'un recensement qui repose désormais sur une collecte d'information annuelle, concernant successivement tous les territoires communaux au cours d'une période de cinq ans. 
Pour les communes de moins de 10 000 habitants, une enquête de recensement portant sur toute la population est réalisée tous les cinq ans, les populations légales des années intermédiaires étant quant à elles estimées par interpolation ou extrapolation. Pour la commune, le premier recensement exhaustif entrant dans le cadre du nouveau dispositif a été réalisé en 2007,.
En 2013, la commune comptait 1 024 habitants, en évolution de +1,59 % par rapport à 2008 (Saône-et-Loire : +0,19 %, France hors Mayotte : +2,49 %).
| 1793 | 1800 | 1806 | 1821 | 1831 | 1836 | 1841 | 1846 | 1851 |
| ---- | ---- | ---- | ---- | ---- | ---- | ---- | ---- | ---- |
| 197  | 182  | 172  | 212  | 214  | 193  | 160  | 180  | 181  |

| 1856 | 1861 | 1866 | 1872 | 1876 | 1881 | 1886 | 1891 | 1896 |
| ---- | ---- | ---- | ---- | ---- | ---- | ---- | ---- | ---- |
| 189  | 195  | 188  | 194  | 195  | 185  | 190  | 188  | 184  |

| 1901 | 1906 | 1911 | 1921 | 1926 | 1931 | 1936 | 1946 | 1954 |
| ---- | ---- | ---- | ---- | ---- | ---- | ---- | ---- | ---- |
| 177  | 153  | 142  | 143  | 153  | 164  | 152  | 196  | 195  |

| 1962 | 1968 | 1975 | 1982 | 1990 | 1999 | 2007  | 2011 | 2013  |
| ---- | ---- | ---- | ---- | ---- | ---- | ----- | ---- | ----- |
| 200  | 257  | 364  | 569  | 740  | 895  | 1 004 | 997  | 1 024 |

## Lieux et monuments
- L'église, qui a pour particularité d'avoir conservé une cloche figurant parmi les plus anciennes du diocèse d'Autun, fondue en 1642[6].